# Wereldkampioenschap voetbal 2010 (Groep E) Nederland-Japan
In dit artikel wordt de wedstrijd tussen Nederland en Japan in Groep E tijdens het wereldkampioenschap voetbal van 2010, die werd gespeeld op 19 juni 2010, nader uitgelicht. Het was de tweede ontmoeting tussen beide landen. De eerste en tot dusver enige confrontatie was een vriendschappelijke interland op 5 september 2009 in Enschede, die met 3-0 werd gewonnen door Oranje door treffers van Robin van Persie, Wesley Sneijder en Klaas-Jan Huntelaar.

## Wedstrijdgegevens
| Datum                       | 19 juni 2010                 | 19 juni 2010                 |
| Stadion                     | Durban Stadion, Durban       | Durban Stadion, Durban       |
| Toeschouwers                | 62.010                       | 62.010                       |
| Scheidsrechter              | Héctor Baldassi              | Héctor Baldassi              |
| Assistenten                 | Ricardo Casas Hernan Maidana | Ricardo Casas Hernan Maidana |
| Vierde man                  | Martin Hansson               | Martin Hansson               |
| Man van de wedstrijd        | Wesley Sneijder              | Wesley Sneijder              |
|                             | Nederland                    | Japan                        |
| Doelpunten                  | 1                            | 0                            |
| Gele kaarten                | 1                            | 0                            |
| Rode kaarten                | 0                            | 0                            |
| Schoten op doel             | 6                            | 3                            |
| Schoten naast doel          | 2                            | 7                            |
| Overtredingen               | 16                           | 10                           |
| Hoekschoppen                | 4                            | 5                            |
| Buitenspel                  | 2                            | 1                            |
| Strafschoppen               | 0                            | 0                            |
| Balbezit (%)                | 61                           | 39                           |
| Totale afstand afgelegd (m) |                              |                              |

| Nederland | 1 – 0        | Japan |
| Wesley Sneijder 53' | goals        | |
| Bert van Marwijk | bondscoach   | Takeshi Okada |
| |              | |
| Maarten Stekelenburg Gregory van der Wiel John Heitinga Joris Mathijsen Giovanni van Bronckhorst Mark van Bommel Dirk Kuijt Nigel de Jong Robin van Persie 88' Wesley Sneijder 83' Rafael van der Vaart 72' | opstellingen | Eiji Kawashima Yuki Abe Yuichi Komano Marcus Tulio Tanaka Yuto Nagatomo Yasuhito Endo 64' Daisuke Matsui 77' Yoshito Okubo 77' Makoto Hasebe Keisuke Honda Yuji Nakazawa |
| Eljero Elia 72' Ibrahim Afellay 83' Klaas-Jan Huntelaar 88' | wissels      | 64' Shunsuke Nakamura 77' Shinji Okazaki 77' Keiji Tamada |
| |              | |
| Gregory van der Wiel 39' | gele kaarten | |
| | rode kaarten | |

## Overzicht van wedstrijden
| Groepswedstrijden | | | |
| Groep A | Groep B | Groep C | Groep D |
| Zuid-Afrika - Mexico Uruguay - Frankrijk Zuid-Afrika - Uruguay Frankrijk - Mexico Mexico - Uruguay Frankrijk - Zuid-Afrika | Zuid-Korea - Griekenland Argentinië - Nigeria Argentinië - Zuid-Korea Griekenland - Nigeria Griekenland - Argentinië Nigeria - Zuid-Korea | Engeland - Verenigde Staten Algerije - Slovenië Slovenië - Verenigde Staten Engeland - Algerije Slovenië - Engeland Verenigde Staten - Algerije | Duitsland - Australië Servië - Ghana Duitsland - Servië Ghana - Australië Australië - Servië Ghana - Duitsland    |
| Groep E | Groep F | Groep G | Groep H |
| Nederland - Denemarken Japan - Kameroen Nederland - Japan Kameroen - Denemarken Kameroen - Nederland Denemarken - Japan    | Italië - Paraguay Nieuw-Zeeland - Slowakije Slowakije - Paraguay Italië - Nieuw-Zeeland Paraguay - Nieuw-Zeeland Slowakije - Italië       | Ivoorkust - Portugal Brazilië - Noord-Korea Brazilië - Ivoorkust Portugal - Noord-Korea Noord-Korea - Ivoorkust Portugal - Brazilië             | Honduras - Chili Spanje - Zwitserland Chili - Zwitserland Spanje - Honduras Chili - Spanje Zwitserland - Honduras |
| Achtste finales | | | |
| Uruguay - Zuid-Korea Verenigde Staten - Ghana                                                                              | Duitsland - Engeland Argentinië - Mexico                                                                                                  | Nederland - Slowakije Brazilië - Chili | Paraguay - Japan Spanje - Portugal                                                                                |
| Kwartfinales | | | |
| Brazilië - Nederland | Uruguay - Ghana | Argentinië - Duitsland | Paraguay - Spanje                                                                                                 |
| Halve finales | | | |
| Nederland - Uruguay | Nederland - Uruguay | Duitsland - Spanje | Duitsland - Spanje                                                                                                |
| Troostfinale | | | |
| Uruguay - Duitsland | | | |
| Finale | | | |
| Spanje - Nederland | | | |